# Steffen Lachmann

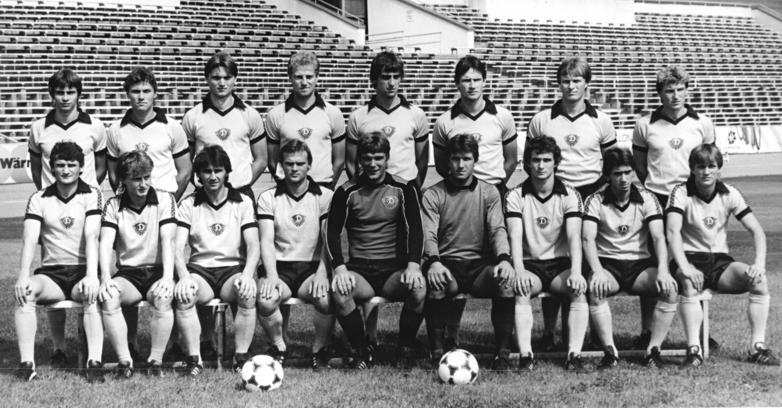
Steffen Lachmann (vordere Reihe, Zweiter von links) auf dem Mannschaftsfoto von Dynamo Dresden (1982)

Steffen Lachmann (* 30. August 1962; † 16. August 2021) war ein deutscher Fußballspieler. In den 1980er Jahren spielte er für Dynamo Dresden und Stahl Riesa in der DDR-Oberliga, der höchsten Spielklasse im DDR-Fußball. Lachmann war DDR-Junioren- und Nachwuchsnationalspieler.

## Sportliche Laufbahn
Im Alter von acht Jahren wurde Steffen Lachmann in die Kindermannschaft der SG Dynamo Dresden aufgenommen. Als Juniorenspieler wurde er 1980 in den Kader der DDR-Juniorennationalmannschaft berufen und bestritt bis 1981 acht Junioren-Länderspiele, in denen er hauptsächlich als Verteidiger eingesetzt wurde.
Dynamo Dresden nahm den 1,76 m großen Lachmann bereits zur Saison 1980/81 in das Aufgebot der Nachwuchsoberliga-Mannschaft auf. Er wurde aber schon in den ersten drei Punktspielen der Oberligamannschaft als Verteidiger eingesetzt und kam auch zum Saisonende in vier weiteren Oberligaspielen zum Einsatz. Daraufhin rückte er zur Spielzeit 1981/82 offiziell in den Oberligakader auf, konnte aber wegen einer Meniskusverletzung nur eine Oberligabegegnung absolvieren. 1982/83 unternahm er einen neuen Versuch, in der 1. Mannschaft von Dynamo zu starten, musste aber schon im dritten Einsatz am 4. Spieltag wieder verletzt aufgeben. Zuvor hatte er noch ein Länderspiel mit der DDR-Nachwuchsnationalmannschaft absolviert. Zu Beginn der Saison 1983/84 teilte Dynamo Dresden mit, dass Lachmann seine Laufbahn im Leistungssport beendet habe.
Noch während der Spielzeit 1982/83 hatte sich Lachmann dem drittklassigen Bezirksligisten BSG Empor Tabak Dresden angeschlossen. Er verhalf der BSG noch in dieser Saison zum Aufstieg in die DDR-Liga, wo Lachmann in der Saison 1983/84 neun von zweiundzwanzig Punktspielen bestritt und einmal zum Torerfolg kam.
Nachdem die BSG Empor nach nur einer Saison wieder in die Bezirksliga abgestiegen war, unternahm Lachmann einen erneuten Versuch in der Oberliga und wechselte zur BSG Stahl Riesa. Doch nach nur einem Halbzeiteinsatz am 1. Spieltag der Saison 1984/85 durchkreuzte die Nationale Volksarmee seine Pläne und zog ihn im November 1984 zu einem 18-monatigen Wehrdienst ein. Nach der Beendigung seiner Armeezeit im April 1986 kehrte Lachmann zu Stahl Riesa zurück, wo er am letzten Spieltag der Saison 1985/86 sein letztes Oberligaspiel mit einer Dauer von 66 Minuten bestritt. Danach tauchte er nicht mehr in den höheren Fußball-Ligen auf.